# Muối tôm
Muối tôm hay muối ớt Tây Ninh là một đặc sản của Tây Ninh mặc dù đây là tỉnh không giáp biển. Muối tôm được cho là ra đời trong giai đoạn chiến tranh Đông Dương và chiến tranh Việt Nam khi bộ đội Việt Nam cần một loại gia vị để mang theo bên mình sau khi cải tiến và thay đổi từ việc kết hợp mắm ruốc trộn cùng với ớt và tỏi rồi mang đi phơi nắng. Tuy nhiên, một số giả thuyết cũng cho rằng muối tôm được ra đời cùng với sự hình thành của đạo Cao Đài hay việc một số công nhân xây dựng hồ Dầu Tiếng mang tôm từ miền Trung kết hợp với muối và ớt sẵn có tại Tây Ninh. Nguyên liệu để hình thành nên muối tôm Tây Ninh cũng được cho là rất đơn giản khi bao gồm muối hột, tôm khô, ớt, sả, tỏi, bột ngọt và cà rốt. Cách thức sản xuất của muối tôm cũng gắn liền với đời sống của người dân Tây Ninh khi tận dụng việc nắng nóng gay gắt và dài để phơi muối. 
Muối tôm sau đó cũng đã được kết hợp và phát triển bởi các công ty, doanh nghiệp trong nước để xuất khẩu sang khác thị trường quốc tế như Hoa Kỳ, Malaysia, châu Âu... Đến năm 2023, nghề thủ công làm muối ớt Tây Ninh đã được Bộ Văn hóa, Thể thao và Du lịch được công nhận là di sản văn hóa phi vật thể quốc gia. Ngoài việc sử dụng để làm gia vị, muối tôm còn có thể được tận dụng để chấm trái cây hay kết hợp với bánh tráng để tạo thành bánh tráng muối tôm, bánh tráng cuộn muối tôm, bánh tráng trộn... Không chỉ dừng lại ở muối tôm, người dân nơi đây còn cải tiến nhiều loại muối khác bao gồm muối chay Tây Ninh để phù hợp với các tín đồ ăn chay của đạo Cao Đài, đạo Phật... 

## Lịch sử
Muối tôm được cho là đã ra đời trong giai đoạn chiến tranh Đông Dương và chiến tranh Việt Nam của người dân Tây Ninh. Sau này, nó được xem như đặc sản của tỉnh Tây Ninh. Trên báo Tây Ninh cũng đã đăng tải một trích dẫn từ nhật ký của một chiến sĩ trong giai đoạn này ghi rằng, "Trước khi hành quân, người lính chung tôi hầu như thức đêm. Thức ăn mà chúng tôi cần nhất trên đường hành quân để giữ gìn chính là muối". Tuy nhiên, giai đoạn ban đầu, bộ đội Việt Nam được cho là sử dụng muối hầm, đây là một loại muối được chế biến thông qua việc lấy muối trắng bỏ vào lon, đậy nắp và đưa vào bếp lửa cho đến khi hạt muối được chín. Để việc bộ đội được ăn uống ngon hơn, một loại mắm ruốc khô được ra đời. Món ăn này được chế biến từ việc sử dụng mắm ruốc trộn cùng ớt và tỏi rồi đem phơi nắng. Đây là thuở ban đầu của món muối tôm Tây Ninh. Cứ như vậy, trong giai đoạn chiến tranh, muối cùng tôm và ruốc cứ được kết hợp để gửi về cho bộ đội.
Một số giả thuyết khác lại cho rằng, trong giai đoạn xây dựng hồ Dầu Tiếng từ năm 1981–1985, nhiều công nhân xây dựng đến từ miền Trung đã mang theo tôm đến đây và để có thể bảo quản lâu mà họ đã kết hợp với muối mà hình thành nên muối tôm. Ngoài ra, một số người dân theo đạo Cao Đài, lại cho rằng, muối tôm gắn liền với sự phát triển của đạo. Tuy nhiên, giả thuyết này đã bị nhiều người bác bỏ do muối ớt hay muối tôm không phải là một loại gia vị phù hợp để có thể ăn chay, một cách ăn phổ biến cho người trong đạo. Đến giai đoạn khi Việt Nam thống nhất, muối tôm vẫn tiếp tục được hiện diện và thay đổi cho phù hợp.
Theo thạc sĩ Bùi Thị Hoa tại Phân viện Văn hoá nghệ thuật quốc gia Việt Nam ở Thành phố Hồ Chí Minh, bà cho rằng, sự hình thành của muối tôm là "từ trải nghiệm sống gắn bó với vùng đất" cùng với việc "đời sống sinh hoạt, thói quen ăn uống của gia đình gắn với thời thực phẩm còn thiếu thốn" và muối tôm là lựa chọn phù hợp để ra đời. Theo Sở Nông nghiệp và Phát triển nông thôn Tây Ninh, nghề làm muối Tây Ninh bắt đầu phát triển mạnh từ năm 1990 sau khi Việt Nam thực hiện Đổi Mới và muối tôm đã trở thành một loại hàng hóa phổ biến. Thuở đầu, số lượng cơ sở làm muối tôm chỉ ở mức vài chục nhưng sau đó đã gia tăng lên vài trăm, tập trung chủ yếu tại thị xã Trảng Bàng, huyện Gò Dầu và thành phố Tây Ninh. Những tiệm bán muối tôm sau đó mọc lên suốt tuyến đường Quốc lộ 22, dọc từ núi Bà Đen đến ngã ba Trảng Bàng. Từ đó, muối tôm Tây Ninh trở thành gia vị quen thuộc của vùng đất này. Ngoài ra, người dân nơi đây còn cho rằng nó trở thành đặc sản của Tây Ninh vì đa phần người dân theo đạo Cao Đài, họ ăn chay rất nhiều và muối gia vị là món ăn không thể thiếu trong mỗi bữa cơm.
Khoảng năm 2012, Sở Khoa học và Công nghệ tỉnh Tây Ninh đã quyết định đăng ký nhãn hiệu cho "muối ớt Tây Ninh" bao gồm "muối ớt tôm Tây Ninh" và "muối ớt chay Tây Ninh" về Cục Sở hữu trí tuệ Việt Nam. Sau đó, hai sản phẩm cũng đã được cấp giấy chứng nhận thương hiệu tập thể. Đến ngày 18 tháng 2 năm 2023, nghề thủ công truyền thống làm muối ớt Tây Ninh đã được Bộ Văn hóa, Thể thao và Du lịch công nhận là Di sản văn hóa phi vật thể quốc gia. Đây là di sản văn hóa thứ 8 của tỉnh Tây Ninh sau Đờn ca tài tử Nam Bộ tỉnh Tây Ninh, lễ Kỳ yên đình Gia Lộc, múa trống Chhay-dăm, nghề làm bánh tráng phơi sương Trảng Bàng, lễ vía Bà Linh Sơn Thánh Mẫu - núi Bà Đen, lễ hội Quan Lớn Trà Vong - Tân Binh và nghệ thuật chế biến món chay. Kể từ sau khi được công nhận, nghề làm muối tôm Tây Ninh cũng bắt đầu được chú ý và tăng doanh số.

## Nguyên liệu
Theo Bộ Văn hóa, Thể thao và Du lịch Việt Nam, nguyên liệu chính tạo nên muối tôm Tây Ninh bao gồm có muối hột, tôm khô, ớt, sả, tỏi, bột ngọt và cà rốt. Muối hột trong muối tôm Tây Ninh được thường lấy từ đồng bằng sông Cửu Long khi các tàu vận chuyển ngược chiều sông Vàm Cỏ Đông đến với Tây Ninh và dừng chân tại một bến muối nằm ở xã An Thạnh, huyện Bến Cầu dọc theo đường Xuyên Á. Tại đây, muối còn được vận chuyển qua Cửa khẩu quốc tế Mộc Bài. Tôm sẽ được lấy từ các vùng như Cà Mau, Bà Rịa – Vũng Tàu... Với nguyên liệu ớt sẽ được sử dụng bởi ớt được trồng tại chính Tây Ninh.

## Sản xuất
Nghề làm muối ớt là loại hình nghề thủ công truyền thống đặc sắc của Tây Ninh, có tính đại diện, thể hiện bản sắc cộng đồng – địa phương, trao truyền qua nhiều thế hệ và được cộng đồng người dân Tây Ninh tự nguyện cam kết bảo vệ. 
Theo cách phân chia trên báo Nông nghiệp Việt Nam, quy mô sản xuất muối tôm Tây Ninh được phân thành hai cấp độ đối với những cơ sở sản xuất thủ công và những cơ sở sản xuất muối, thực phẩm có đăng ký thương hiệu. Cũng do nguyên liệu dễ tìm, cuối năm 2021, Tây Ninh đã quyết định cấp chứng nhận sản phẩm đạt chuẩn OCOP 3 sao, 4 sao nhằm bảo vệ thương hiệu. Khi Bộ Văn hóa, Thể thao và Du lịch Việt Nam công nhận nghề làm muối Tây Ninh là Di sản văn hóa phi vật thể quốc gia cũng đã hướng dẫn các bước để sản xuất muối tôm. Trong văn bản "Lý lịch di tích sử – văn hóa phi vật thể – Nghề làm muối ớt ở tỉnh Tây Ninh" của Sở Văn hóa, Thể thao và Du lịch tỉnh Tây Ninh đã mô tả lại các quy trình chế biến với 8 bước chính. Tuy nhiên ở bước số 5, "phơi nắng" lại được đánh giá là điểm độc đáo tạo nên muối tôm Tây Ninh. Văn bản này có trích dẫn cho rằng việc phơi nắng sẽ ảnh hưởng đến "màu sắc muối" khi muối phải được "hấp thụ cái nắng và gió" và "càng được nắng muối sẽ càng lên màu đẹp". Việc phơi nắng của muối tôm có thể dao động khoảng 4 giờ và sấy ở 80–90 độ C trong khoảng 12–15 giờ. Vấn đề nắng nóng gay gắt và lâu tại Tây Ninh cũng được xem là một lợi thế hiếm có trong việc làm muối. Dựa vào các nguyên liệu sẵn có, người sản xuất sẽ phải xay nhuyễn nguyên liệu và trộn chúng lại với nhau theo một tỉ lệ phù hợp. Sau khi hỗn hợp được trộn đều, chúng sẽ được đi phơi một nắng rồi sấy ở nhiệt độ thích hợp. Tiếp tục, hỗn hợp sau đó được mang đi sấy nhuyễn với tia cực tím để sản phẩm được khử trùng tuyệt đối.
Theo một thống kê của Sở Văn hoá, Thể thao và Du lịch Tây Ninh đầu năm 2022, trên địa bàn tỉnh có 37 cơ sở có thương hiệu, đăng ký hành nghề làm muối tôm, tập trung ở huyện Gò Dầu (11 cơ sở), thị xã Trảng Bàng (10 cơ sở), thị xã Hoà Thành (8 cơ sở). Vào dịp Tết Nguyên Đán và tháng Giêng âm lịch được xem là cao điểm trong việc sản xuất muối tôm. Tùy thuộc vào quy trình sản xuất, muối tôm cũng có thể được chia ra làm 3 dạng hạt với hạt to, hạt nhuyễn và hạt mịn và với nhiều độ cay, độ mặn khác nhau. Ngoài ra, muối tôm cũng có thể có loại hành phi ít mặn, cay nhẹ, nồng mùi tôm, thơm mùi tôm...

## Biến thể

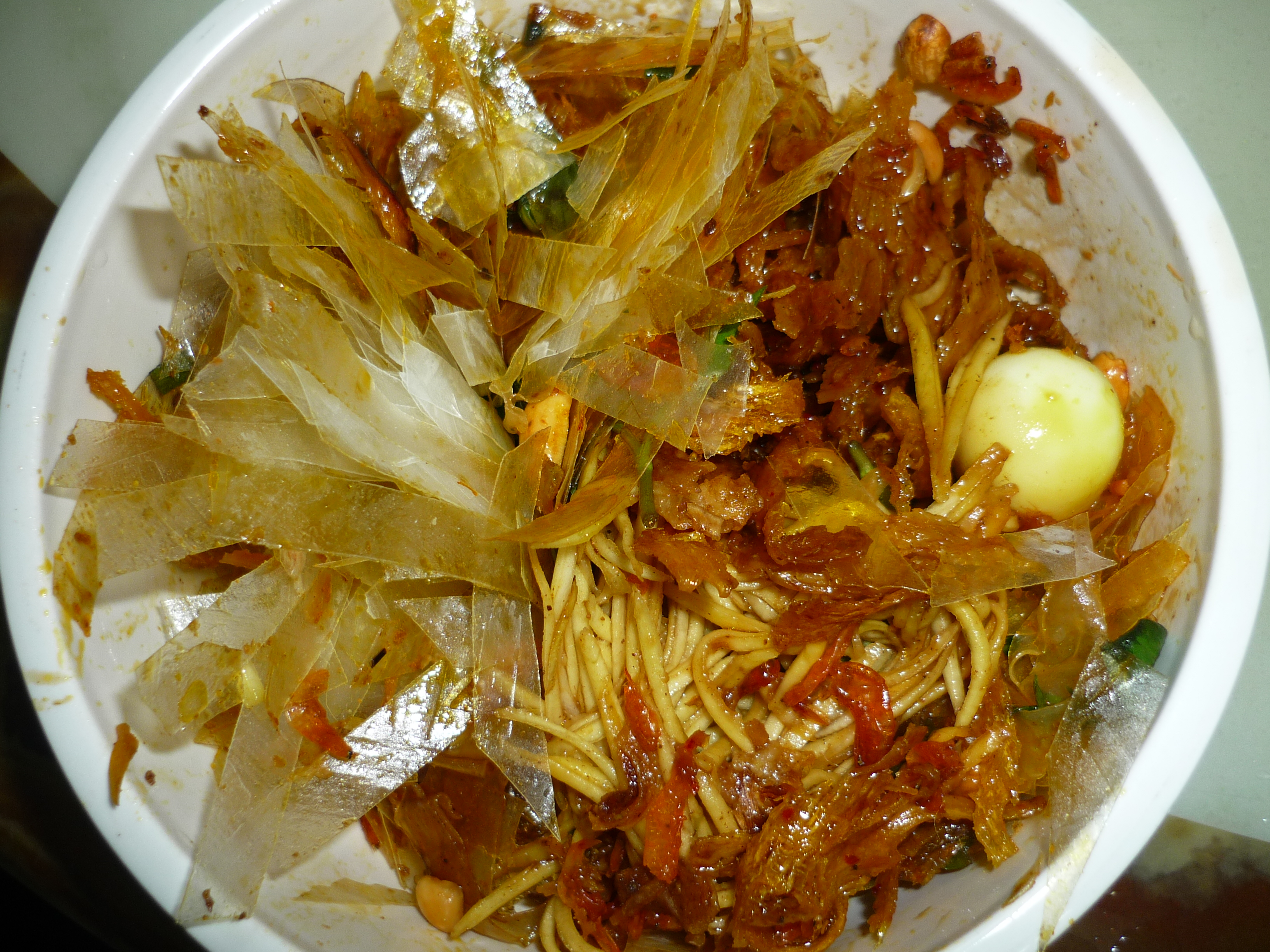
Bánh tráng trộn.

Kết hợp với muối tôm, nhiều món ăn mới ăn theo loại gia vị này cũng đã được ra đời như bánh tráng muối tôm, bánh tráng cuộn muối tôm, bánh tráng trộn... Ngoài muối tôm, Tây Ninh cũng có các loại muối chay để phù hợp với lại các tín đồ trong đạo Cao Đài, đạo Phật... trên địa bàn.

## Đón nhận
Tại trước chợ Bình Tây nằm ở quận 6, thành phố Hồ Chí Minh vào khoảng độ chiều tối, hàng loạt các gánh bán bánh tráng kết hợp với muối tôm Tây Ninh tập trung rất đông ở ven đường Tháp Mười và đường Nguyễn Hữu Thận. Nhiều người dân còn đã ví von các con đường này như "con đường bánh tráng". Đây cũng là đầu mối cung cấp muối tôm và bánh tráng Tây Ninh cho khắp thành phố. Tại Quãng Ngãi, bánh tráng trộn cũng đã bắt đầu xuất hiện thông qua việc sử dụng các nguyên liệu từ Tây Ninh như muối tôm. Món ăn này cũng đã trở thành một trong những sự lựa chọn yêu thích của nhiều thế hệ học sinh, sinh viên.
Ngoài những cơ sở sản xuất nhỏ lẻ ở địa phương, nhiều công ty cũng đã tham gia vào quá trình sản xuất muối tôm như Công ty cổ phần Dh Foods với sản phẩm khởi nghiệp là chính đặc sản tại Tây Ninh. Sản phẩm của công ty này sau đó cũng đã được xuất khẩu sang các thị trường như Nhật Bản, Hà Lan, Đức, Hoa Kỳ, Nga... cùng nhiều thị trường khác. Tính đến năm 2021, Dh Foods đã sở hữu 12 loại khác nhau của muối chấm Tây Ninh. Tại sự kiện Foodex Nhật Bản 2024, Chin-su cũng đã đưa muối tôm xuất hiện tại thị trường Nhật Bản. Ngoài ra, các hộ kinh doanh truyền thống tại Tây Ninh cũng đã tự xuất khẩu các loại gia vị này đến Malaysia và Hoa Kỳ.